# Jean-Aimar Piganiol de La Force
Jean-Aimar Piganiol de La Force (Aurillac, 21 settembre 1673 – Parigi, 10 gennaio 1753) è stato uno scrittore e geografo francese.
Figlio di Pierre e di Marguerite Parisot, dama di La Force, fu un letterato e istitutore, particolarmente interessato alla geografia di Francia.

## Biografia
Passò la sua infanzia nel castello di La Force a Saint-Simon e compì i propri studi al collegio di Aurillac.
Piganiol de la Force fu precettore dei paggi di Luigi di Borbone, conte di Tolosa, per quasi quaranta anni. Si interessò particolarmente alla geografia e le sue opere erano frutto dei frequenti viaggi che compì per tutta la Francia e prendono ugualmente ispirazione alle Mémoires des intendants scritte per l'istruzione di Luigi di Borbone-Francia, duca di Borgogna.

## Opere
- Nouvelle description du château et parc de Versailles et de Marly (1702)
- Nouvelles descriptions historiques et géographiques de la France, 1715, 5 volumi, e 1751-1753, 15 volumi
- Nouveau voyage en France, 1724, 2 volumi
- Description de la ville de Paris et de ses environs, 1742, 10 volumi

## Fonti
- Dictionnaire général de biographie et d'histoire di Dezobry e Bachelet, 1889
- Larousse du XXe siècle